# Жан Гааг
Жан Гааг (нім. Jean Haag, 11 травня 1895 — ?) — швейцарський футболіст, що грав на позиції захисника. Відомий за виступами в клубах «Грассгоппер», «Янг Фелловз», а також національну збірну Швейцарії, у складі якої став срібним призером Олімпійських ігор 1924 року.

## Клубна кар'єра
Жан Гааг розпочав свою кар'єру в клубі «Ноймюнстер» з Цюриха, з яким він у ролі капітана вийшов до Серії А, вищого дивізіону Швейцарії на той час. Перейшов до «Грассгоппера» в 1921 році. Починав на позиції правого нападника, але пізніше сформував захисний дует з Густавом Готтенк'єні. В 1924 році він перейшов до клубу «Янг Фелловз». Святкував титул чемпіона Східної Швейцарії 1925 року. У фіналі національного чемпіонату «Янг Фелловз» зіграв 0:0 з «Серветтом» та поступився 2:4 «Берну». В останній грі Гааг залишив поле через травму в другому таймі. У 1927 році дійшов до фіналу Кубка Швейцарії, де його клуб поступився Грассгопперу з рахунком 1:3.
Гааг продовжував грати за ЯФ до осені 1929 року. У 1950-х роках очолював свій перший клуб «Ноймюнстер», який був відновлений у 1956 році після розпуску в 1930 році. З 1957 року «Ноймюнстер» знову грав у чемпіонаті Швейцарії.

## Виступи за збірну
Між 1922 і 1927 роками Гааг зіграв 8 матчів за національну збірної Швейцарії. 11 червня 1922 року відбувся його міжнародний дебют. Це була поразка з рахунком 1:7 від Австрії у Відні. Гааг грав в обороні зі своїм одноклубником Готтенк'єні. Був учасником футбольного турніру на Олімпійських іграх 1924 року у Парижі, де разом з командою здобув «срібло», хоча залишався запасним гравцем і жодного матчу не зіграв. Свій останній міжнародний матч провів 29 травня 1927 року в Цюриху проти Австрії (1:4), де вийшов на заміну замість травмованого Едмонда Де Века. 
Також брав участь в одному матчі, який в деяких джерелах не входить до офіційного реєстру збірної. 21 квітня 1924 року, за місяць до Олімпійських ігор, Швейцарія виграла з рахунком 2:0 у Данії. Гааг вийшов у другому таймі замість травмованого Готтенк'єні.

## Титули і досягнення
- Срібний олімпійський призер: 1924